# Чичинадзе Костянтин Георгійович
Костянтин Георгійович Чичинадзе (1902, село Лесічіне Зугдідського повіту Кутаїської губернії, тепер 
Чхороцкуський муніципалітет, Грузія —  4 вересня 1960, тепер Грузія) — грузинський радянський державний діяч, голова Ради народних комісарів Абхазької АРСР, секретар ЦК КП(б) Грузії із тваринництва. Член ЦК КП(б) Грузії. Депутат Верховної ради Грузинської РСР 2-го скликання. Депутат Верховної ради СРСР 3-го скликання.

## Життєпис
Народився в бідній селянській родині. У 1917 році закінчив Кірцихську двокласну школу із вчительським курсом.
З червня 1917 по квітень 1918 року працював у власному господарстві в селі Лесічіне Зугдідського повіту. У квітні 1918 — серпні 1919 року — завідувач магазину сільськогосподарського кооперативу в селі Ушапаті Сенацького повіту.
З серпня 1919 по березень 1921 року навчався в учительській семінарії міста Сенакі.
У березні 1921 — серпні 1922 року — інструктор Сенацького повітового відділу праці.
У серпні 1922 — грудні 1926 року — відповідальний секретар, член правління Сенацької повітової каси страхування.
У грудні 1926 — липні 1927 року — голова правління профспілки радянських торгових службовців у місті Сенакі.
У липні 1927 — травні 1931 року — інструктор, завідувач організаційного відділу Центральної спілки споживчої кооперації (Цекавширі) Грузинської РСР.
Член ВКП(б) з квітня 1928 року.
У травні 1931 — січні 1933 року — член правління Грузинського колгоспцентру.
У січні 1933 — січні 1935 року — завідувач організаційного відділу, заступник секретаря Кварельського районного комітету КП(б) Грузії.
У січні 1935 — серпні 1936 року — заступник секретаря Хобського районного комітету КП(б) Грузії.
У серпні 1936 — березні 1937 року — партійний організатор ЦК КП(б) Грузії на Колхідбуді в місті Поті.
З квітня по червень 1937 року — голова виконавчого комітету Цхакаївської районної ради.
У липні 1937 — березні 1938 року — 1-й секретар Цхакаївського районного комітету КП(б) Грузії.
У квітні — вересні 1938 року — заступник завідувача організаційного відділу ЦК КП(б) Грузії, завідувач відділу друку та видавництв ЦК КП(б) Грузії.
У вересні — листопаді 1938 року — 2-й секретар Абхазького обласного комітету КП(б) Грузії.
23 листопада 1938 — квітень 1943 року — голова Ради народних комісарів Абхазької АРСР.
22 червня 1943 — 1943 року — секретар ЦК КП(б) Грузії із тваринництва. У 1943 — вересні 1947 року — заступник секретаря ЦК КП(б) Грузії із тваринництва.
У вересні 1947 — листопаді 1948 року — завідувач організаційно-інструкторського відділу ЦК КП(б) Грузії. У листопаді 1948 — листопаді 1951 року — завідувач відділу партійних, профспілкових і комсомольських органів ЦК КП(б) Грузії.
У листопаді 1951 року був заарештований органами МДБ СРСР через «мінгрельську справу». До квітня 1953 року перебував у в'язниці. Рішенням ЦК КПРС від 10 квітня 1953 року повністю реабілітований.
У травні 1953 — лютому 1954 року — голова правління Грузинської ради промислової кооперації.
У лютому 1954 — 4 вересня 1960 року — начальник Грузинського республіканського управління Головного управління із заготівель, переробки і збуту вторинних чорних металів.
Помер 4 вересня 1960 року.

## Нагороди
- орден Леніна
- орден Вітчизняної війни І ст.
- орден Трудового Червоного Прапора (24.02.1941)
- два ордени Червоної Зірки
- медаль «За доблесну працю у Великій Вітчизняній війні 1941—1945 рр.»
- медалі